# María Garay
María del Carmen Garay (* 24. August 1941 in Oliva) ist eine argentinische Tangosängerin.

## Leben und Wirken
Garay begann ihre musikalische Laufbahn 1969 in La Plata. 1970 wurde sie beim 4. Festival de Canto Argentino in Balcarce als Revelación del Festival geehrt. Kurz danach gewann sie auch den Gardel de Oro bei der Sexta Fiesta Nacional de Tango in La Falda. Darauf engagierte sie das Fernsehen für seine Programme Ronda de Ases und Buenas Noches Buenos Aires auf Canal 11. Mit Alberto Di Paulo nahm sie 1971 zwei Titel für die LP Los de siempre auf. 1974 trat sie in der La Casa de Carlos Gardel mit Musikern wie Floreal Ruiz, Alberto Marino und Hugo Marcel und in Mar del Plata mit Pedrito Rico, Roberto Goyeneche, Rubén Juárez, Néstor Fabián und anderen auf.
Im Dezember 1976 hatte Garay ihr Debüt in der Fernsehsendung Grandes Valores del Tango auf Canal 9, außerdem war sie Gast in Eduardo Bergara Leumans Botica del Ángel. Ihr erstes Soloalbum El Tango se Llama María Garay nahm sie 1977 mit dem Orchester Osvaldo Requenas beim Label Sur auf. Drei weitere Alben entstanden zwischen 1978 und 1981 beim Label Micronda mit dem Orchester Omar Valentes.
1985 präsentierte sie im Pariser Théâtre de l'Empire ihre María Garay Show, mit der sie 1986 und 1987 auch in Tokio für jeweils zwei Monate gastierte. Mit Alberto Di Paulos Orchester nahm sie 1998 das Album Pasional auf. Anfang der 2000er Jahre tourte sie u. a. durch Italien und Spanien. Ihr Album Una Mujer de Tango nahm sie 2004 mit Ernesto Baffa auf.

## Aufnahmen
- Un día (von Anselmo Aieta, Text von Francisco García Jiménez)
- Este corazón sentimental (von Julio De Caro, Text von José María Contursi)
- Mi vieja viola
- Amor de juguete
- La milonga y yo
- No me esperes esta noche
- Pasional
- Barro
- Uno
- Los mareados
- Gracias Buenos Aires (von Ernesto De la Cruz, Alba Savino und Francisco Arenas)
- Garganta con arena (von Cacho Castaña)
- Para después llora (eigener Text, komponiert von Pascual Mamone)